# Polytechnische Universität Tomsk
Die Polytechnische Universität Tomsk – auch Tomsker Polytechnische Universität, kurz TPU (russisch Томский политехнический университет (ТПУ)) – ist eine technische Universität in der westsibirischen Stadt Tomsk mit etwa 22.000 Studenten, der im Ort eine ähnliche Bedeutung wie der staatlichen Universität zukommt.

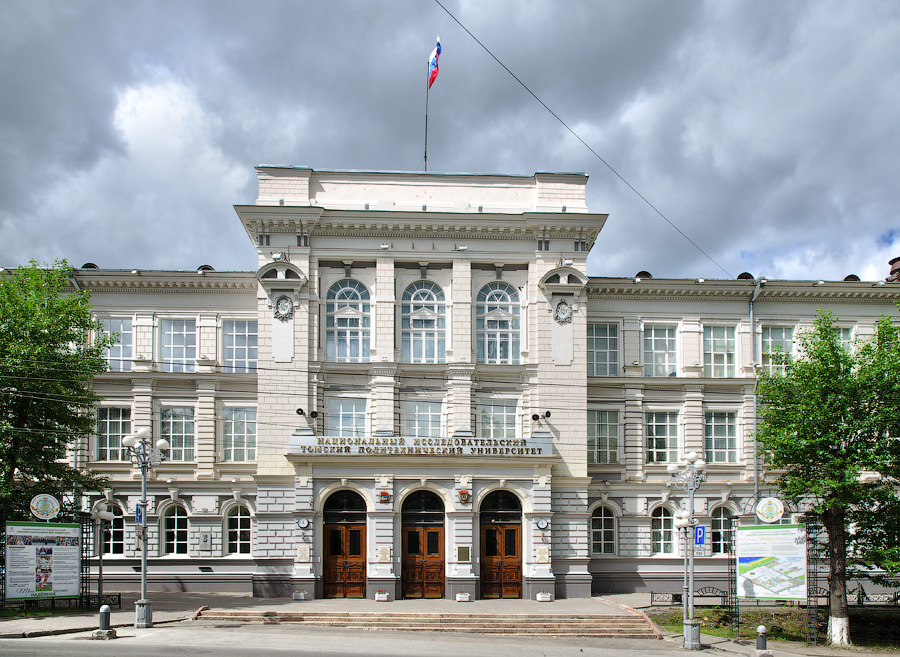
Hauptgebäude

## Geschichte
1896 wurde das „Technologische Institut Tomsk“ gegründet, 1900 eröffnet und ist die älteste technische Universität östlich des Ural. Zwischen 1923 und 1934 wechselte die Hochschule mehrmals den Namen und hieß vorübergehend „Technologisches Institut Sibirien“ und „Industrielles Institut Sibirien“, bevor sie dann ihren heutigen Namen erhielt.

## Internationale Beziehungen
Es werden internationale Hochschulpartnerschaften gepflegt, unter anderem mit dem Karlsruher Institut für Technologie und dem dortigen Deutsch-Russischen Kolleg Karlsruhe. Ferner gründete die TPU 1993 das „Russisch-Deutsche Zentrum für Ausbildung und Forschung“. Neben dem Angebot von Sprachkursen, der Durchführung von Projekten mit dem DAAD und der Pflege weiterer Kooperationen, ist das RDZ auch für die Koordination der Zusammenarbeit der Region Tomsk und Deutschland zuständig.
Neben dem Russisch-Deutschen Zentrum gibt es auch ein russisch-amerikanisches, russisch-französisches und ein asiatisch-pazifisches Zentrum. Kontakte bestehen auch zur Ohio State University, zur Michigan State University und zur Université Louis Pasteur in Straßburg.

## Bekannte Absolventen
- Nikolai Wassiljewitsch Nikitin (1907–1973), Bauingenieur

## Partneruniversitäten
- Egyptian Russian University[2]